# Тушин (Паєнчанський повіт)
Тушин (пол. Tuszyn) — село в Польщі, у гміні Паєнчно Паєнчанського повіту Лодзинського воєводства.
Населення — 75 осіб (2011).
У 1975—1998 роках село належало до Ченстоховського воєводства.

## Демографія
Демографічна структура станом на 31 березня 2011 року:
|          | Загалом | Допрацездатний вік | Працездатний вік | Постпрацездатний вік |
| -------- | ------- | ------------------ | ---------------- | -------------------- |
| Чоловіки | 38      | 7                  | 28               | 3                    |
| Жінки    | 37      | 4                  | 25               | 8                    |
| Разом    | 75      | 11                 | 53               | 11                   |